# Micromaeus
Micromaeus is een kevergeslacht uit de familie van de boktorren (Cerambycidae). De wetenschappelijke naam van het geslacht werd voor het eerst geldig gepubliceerd in 1922 door Schmidt.

## Soorten
Micromaeus omvat de volgende soorten:
- Micromaeus duvivieri Juhel & Bentanachs, 2009
- Micromaeus hypocritidus (Jordan, 1894)
- Micromaeus nanus Schmidt, 1922
- Micromaeus punctatus (Jordan, 1894)